# Lista skrótów nazwisk botaników i mykologów
Alfabetyczna lista skrótów niektórych nazwisk botaników i mykologów umieszczanych w nazwach naukowych roślin i grzybów. Najczęściej są to autorzy, którzy w publikacjach jako pierwsi ważnie opisali dany takson i nadali mu nazwę systematyczną. Wykaz standardowych skrótów autorów diagnoz taksonomicznych jest publikowany przez Królewskie Ogrody Botaniczne w Kew (Authors of Plant Names) oraz Index Fungorum.
Uwaga: W druku (np. w artykułach biologicznych) często stosuje się konwencję typograficzną pisania tych nazwisk kapitalikami.

## A
- A. Braun – Alexander Carl Heinrich Braun (1805–1877)
- A. Chev. – Auguste Jean Baptiste Chevalier (1873–1956)
- A. Cunn. – Allan Cunningham (1791–1839)
- A. DC. – Alphonse Louis Pierre Pyrame de Candolle (1806–1893)
- A. Dietr. – Albert Gottfried Dietrich (1795–1856)
- A. Gray – Asa Gray (1810–1888)
- A. Juss. – Adrien Laurent de Jussieu (1797–1853)
- A. Rich. – Achille Richard (1794–1852)
- A. Schimp. – Andreas Franz Wilhelm Schimper (1856–1901)
- A. St.-Hil. – Augustin François César Prouvençal de Saint-Hilaire (1799–1853)
- A. Stahl – Agustín Stahl (1842–1917)
- A.Alexander – Arthur Alexander fl. (1928–)
- A.B. Frank – Albert Bernhard Frank (1839–1900)
- A.B. Jacks. – Albert Bruce Jackson (1876–1947)
- A.D.Hawkes – Alex Drum Hawkes, Alex Drum (1927–1977)
- A.E.Hill – Adrian Edward Hill fl. (1979–)
- A.F.Hill – Albert Frederick Hill (1889–1977)
- A.Fröhl. – Anton Fröhlich (1882–1969)
- A.Heller – Amos Arthur Heller (1867–1944)
- A.J.Hill – Albert Joseph Hill (1940–)
- A.Nelson – Aven Nelson (1859–1952)
- A.S.George – Alexander Segger George (1939–)
- A.Schüssler – Arthur Schüssler
- A.W. Benn. – Alfred William Bennett (1833–1902)
- A.W. Hill – Arthur William Hill (1875–1941)
- Abbot – John Abbot (1751–1840 lub 1841)
- Ach. – Erik Acharius (1757–1819)
- Adams – Johannes Michael Friedrich Adams (1780–1838)
- Adans. – Michel Adanson (1727–1806)
- Aderh. – Rudolf Aderhold (1865–1907)
- Afzel. – Adam Afzelius (1750–1837)
- Agassiz – Louis Agassiz (1807–1873)
- Agosti – Giuseppe Agosti (1715–1785)
- Ait. (Aiton) – William Aiton (1731–1793)
- Al. Brongn. – Alexandre Brongniart (1770–1847)
- Alb. – Johannes Baptista von Albertini (1769–1831)
- Alderw. – Cornelis Rugier Willem Karel van Alderwerelt van Rosenburgh (1863–1936)
- Alexander – Edward Johnston Alexander (1901–1985)
- All. – Carlo Allioni (1728 lub 1729–1804)
- Allemão – Francisco Freire Allemão (1797–1874)
- Allesch. – Andreas Allescher (1828–1903)
- Alpino – Prospero Alpini (1553–1617)
- Alston – Arthur Hugh Garfit Alston (1902–1958)
- Ambrosi – Francesco Ambrosi (1821–1897)
- Ames – Oakes Ames (1874–1950)
- Amici – Giovanni Battista Amici (1786–1863)
- Andersson – Nils Johan Andersson (1821–1880)
- Andrews – Henry Charles Andrews (fl. 1794–1830)
- Ant. Juss. – Antoine de Jussieu (1686–1758)
- Arg. – Johannes Müller Argoviensis (1828–1896)
- Arx – Josef Adolph von Arx
- Armstr. – Armstrong John Francis (1820-1902)
- Arn. – George Arnott Walker Arnott (1799–1868)
- Asso – Ignacio Jordán de Asso y del Rio (1742–1814)
- Aubl. – Jean Baptiste Christian Fusée-Aublet (1720–1778)
- Audouin – Jean Victoire Audouin (1797–1841)
- Auersw. – Bernhard Auerswald (1818–1870)
- Azara – Félix de Azara (1746–1821)

## B
- Bab. – Charles Cardale Babington (1808–1895)
- Bach. Pyl. – Auguste Jean Marie Bachelot de La Pylaie (1786–1856)
- Backeb. – Curt Backeberg (1894–1966)
- Baer – Karl Ernst von Baer (1792–1876)
- Baill. – Henri Ernest Baillon (1827–1895)
- Baker – John Gilbert Baker (1834–1920)
- Balb. – Giovanni Battista Balbis (1765–1831)
- Balf. – John Hutton Balfour (1808–1884)
- Bals.-Criv. – Giuseppe Gabriel Balsamo-Crivelli (1800–1874)
- Bancr. – Edward Nathaniel Bancroft (1772–1842)
- Banister – John Banister (1650–1692)
- Banks – Joseph Banks (1743–1820)
- Barla – Jean-Baptiste Barla (1817-1896)
- Barr – Peter Barr (1825–1909)
- Barrère – Pierre Barrère (1690–1755)
- Barton – Benjamin Smith Barton (1766–1815)
- Bartram – John Bartram (1699–1777)
- Bateman – James Bateman (1811–1897)
- Batsch – August Johann Georg Karl Batsch (1761–1802)
- Batt. – Jules Aimé Battandier (1848–1922)
- Baumann – Constantin Auguste Napoléon Baumann (1804–1884)
- B.D. Jacks. – Benjamin Daydon Jackson (1846–1927)
- Becc. – Odoardo Beccari (1843–1920)
- Beck – Günther von Mannagetta und Lërchenau Beck (1856–1931)
- Bedd. – Richard Henry Beddome (1830–1911)
- Beijer. – Martinus Beijerinck (1851–1931)
- Benny – Gerald Leonard Benny (1942–)
- Benth. – George Bentham (1800–1884)
- Bentley – Robert Bentley (1821–1893)
- Bergeret – Jean Bergeret (1751–1813)
- Bergey – David Hendricks Bergey (1860–1937)
- Berk. – Miles Joseph Berkeley (1803–1889)
- Berkhout – Christine Marie Berkhout (1893–1932)
- Berthold – Gottfried Dietrich Wilhelm Berthold (1854–1937)
- Bertill. – Louis-Adolphe Bertillon (1821–1883)
- Bertol. – Antonio Bertoloni (1775–1869)
- Bessey – Charles Bessey (1845–1915)
- Bechst. – Johann Matthäus Bechstein (1757–1822)
- Bertero – Carlo Luigi Giuseppe Bertero (1789-1931)
- Besler – Basilius Besler (1561–1629)
- Besser – Willibald Besser (1784–1842)
- B.Fedtsch. – Boris Aleksiejewicz Fedczenko (1872–1947)
- Billb. – Gustaf Johan Billberg (1772–1844)
- B. Juss. – Bernard de Jussieu (1699–1777)
- Blainv. – Henri Marie Ducrotay de Blainville (1777–1850)
- Blanco – Manuel Blanco Ramos (1778–1845)
- Blatt. – Ethelbert Blatter (1877–1934)
- Blume – Carl Ludwig Blume (1789–1862)
- B.Mey. – Bernhard Meyer (1767–1836)
- B.M. Forst. – Benjamin Meggot Forster (1764–1829)
- Boerh. – Herman Boerhaave (1668–1739)
- Boisd. – Jean-Baptiste Alphonse Dechauffour de Boisduval (1799–1879)
- Boiss. – Pierre Edmond Boissier (1810–1885)
- Bolle – Carl August Bolle (1821–1909)
- Bonamy – François Bonamy (1710–1786)
- Bonap. – Roland Napoléon Bonaparte (1858–1924)
- Bong – August Gustav Heinrich von Bongard (1786–1839)
- Bonnier – Gaston Bonnier (1851–1922)
- Bonpl. – Aimé Bonpland (1773–1858)
- Boriss. – Antonina Borisowa (1903–1970)
- Borkh. – Moritz Balthasar Borkhausen (1760–1806)
- Bornet – Jean-Baptiste Édouard Bornet (1828–1911)
- Bornm. – Joseph Friedrich Nicolaus Bornmüller (1862–1948)
- Borrer – William Borrer (1781–1862)
- Bory – Jean-Baptiste Bory de Saint-Vincent (1778–1846)
- Bosc – Louis Augustin Guillaume Bosc (1759–1828)
- Bouché – Peter Carl Bouché (1783–1856)
- Boulenger – George Albert Boulenger (1858–1937)
- Bower – Frederick Orpen Bower (1855–1948)
- Braithw. – Robert Braithwaite (1824–1917)
- Brandt – Johann Friedrich von Brandt (1802–1879)
- Braun-Blanq. – Josias Braun-Blanquet (1884–1980)
- Bref. – Julius Oscar Brefeld (1839–1925)
- Brenan – John Patrick Micklethwait Brenan (1917–1985)
- Bres. – Giacomo Bresadola (1847–1929)
- Bretschn. – Emil Bretschneider (1833–1901)
- Briot – Pierre Louis Briot (1804–1888)
- Briq. – John Isaac Briquet (1870–1931)
- Britton – Nathaniel Lord Britton (1859–1934)
- Britzelm. – Max Britzelmayr (1839–1909)
- Bromhead – Edward Ffrench Bromhead (1789–1855)
- Brongn. – Adolphe Brongniart (1801–1876)
- Brot. – Felix de Avellar Brotero (1744–1828)
- Brouss. – Pierre Marie Auguste Broussonet (1761–1807)
- Brunet – Louis-Ovide Brunet (1826–1876)
- Bubák – František Bubák (1866-1925)
- Buch.-Ham. – Francis Buchanan-Hamilton (1762–1829)
- Bull. – Pierre Bulliard (v. 1742–1793)
- Bunge – Alexander von Bunge (1803–1890)
- Burbank – Luther Burbank (1849–1926)
- Burm. – Johannes Burman (1707–1779)
- Burm. f. – Nicolaas Laurens Burman (1733–1793)
- Burrill – Thomas Jonathan Burrill (1839–1916)
- Burt – Edward Angus Burt (1859–1939)

## C
- C.A. Arnold – Chester Arthur Arnold (1901–1977)
- C. Abel – Clarke Abel (1789–1826)
- Cadet – Thérésien Cadet (1937–1987)
- C. Agardh – Carl Adolph Agardh (1785–1859)
- Caley – George Caley (1770–1829)
- C.A. Mey. – Carl Anton Andreevic von Meyer (1795–1855)
- Carrière – Elie-Abel Carrière (1818–1896)
- Carver – George Washington Carver (1864–1943)
- Cass. – Alexandre Henri Gabriel de Cassini (1781–1832)
- Catesby – Mark Catesby (1683–1749)
- Cav. – Antonio José Cavanilles (1745–1804)
- Cavara – Fridiano Cavara (1857–1929)
- C. Bab. – Churchill Babington (1821–1889)
- C. Bauhin – Gaspard Bauhin (1560–1624)
- C.B. Clarke – Charles Baron Clarke (1832–1906)
- C.E. Bertrand – Charles Eugène Bertrand (1851–1917)
- C.E. Cramer – Carl Eduard Cramer (1831–1901)
- Cels – Jacques Philippe Martin Cels (1740–1806)
- Cejp – Karel Cejp (1900–1979)
- Cerv. – Vicente Cervantes (1755–1829)
- Ces. – Vincenzo de Cesati (1806–1883)
- Cesalpino – Andrea Cesalpino (1519–1603)
- Cestoni – Giacinto Cestoni (1637–1718)
- C.F. Baker – Charles Fuller Baker (1872–1927)
- C.F. Gaertn. – Karl Friedrich von Gärtner (1772–1850)
- C.F. Schmidt – Carl Friedrich Schmidt (1811–1890)
- Cham. – Adelbert von Chamisso (1781–1838)
- Chaumeton – François Pierre Chaumeton (1775–1819)
- Cheel – Edwin Cheel (1872–1951)
- Chevall. – François Fulgis Chevallier (1796–1840)
- Chiov. – Emilio Chiovenda (1871–1941)
- Chleb. – Andrzej Chlebicki (1949–)
- Choisy – Maurice Choisy (1897-1966)
- Christm. – Gottlieb Friedrich Christmann (1752–1836)
- C.K. Spreng. – Christian Konrad Sprengel (1750–1816)
- Clarion – Jacques Clarion (1776–1844)
- C. Lawson – Charles Lawson (1794–1873)
- Clémençon – Heinz Clémençon (1935-)
- C.L. Hitchc. – Charles Leo Hitchcock (1902–1986)
- Clus. – Charles de L’Écluse (1525–1609)
- C. Morren – Charles Morren (1807–1858)
- Cockayne – Leonard C. Cockayne (1855–1934)
- Cogn. – Célestin Alfred Cogniaux (1841–1916)
- Cohn – Ferdinand Julius Cohn (1828–1898)
- Colebr. – Henry Thomas Colebrooke (1765–1837)
- Collinson – Peter Collinson (1694–1768)
- Comm. – Philibert Commerson (1727–1773)
- Cond. – Charles Marie de La Condamine (1701–1774)
- Cooke – Mordecai Cubitt Cooke (1825–1914)
- Corda – August Corda (1809–1849)
- Cordem. – Eugène Jacob de Cordemoy (1835–1911)
- Cornut – Jacques Philippe Cornut (1606–1651)
- Correns – Carl Correns (1864–1933)
- Coss. – Ernest Saint-Charles Cosson (1819–1889)
- Coville – Frederick Vernon Coville (1867–1937)
- C.P. Robin – Charles Philippe Robin
- C. Presl – Karel Presl (1794–1852)
- Crantz – Heinrich Johann Nepomuk von Crantz (1722–1799)
- C. Rchb. – Carl von Reichenbach (1788–1869)
- C. Rivière – Charles Marie Rivière (1845–x)
- Cronquist – Arthur John Cronquist (1919–1992)
- C. Siebold – Carl Theodor Siebold (1804–1885)
- C. Tul. – Charles Tulasne (1816–1884)
- Curtis – William Curtis (1746–1799)
- Custer – Jakob Laurenz Custer (1755–1828)
- C. Tul. – Charles Tulasne (1816-1884)
- C.V. Morton – Conrad Vernon Morton (1905–1972)
- C.Walker – Christopher Walker
- C. Wright – Charles Wright (1811–1885)
- Czern. – Wasilij Matwiejewicz Czernajew (1796–1871)

## D
- Dahl – Anders Dahl (1751–1789)
- Dalman – Johan Wilhelm Dalman (1787–1828)
- Dana – James Dwight Dana (1813–1895)
- D’Archiac – Étienne Jules Adolphe Desmier de Saint-Simon, Vicomte d’Archiac (1802–1868)
- David – Armand David (1826–1900)
- D.A. Webb – David Allardice Webb (1912–1994)
- DC. – Augustin Pyramus de Candolle (1778–1841)
- D. Don – David Don (1799–1841)
- D. Dietr. – David Nathaniel Friedrich Dietrich (1799–1888)
- De Bary – Anton de Bary (1831–1888)
- Decne. – Joseph Decaisne (1807–1882)
- Delavay – Pierre Jean Marie Delavay (1834–1895)
- Deless. – Jules Paul Benjamin Delessert (1773–1847)
- Dennis – Richard William George Dennis (1910-2003)
- Desf. – René Desfontaines (1750–1833)
- Des Moul. – Charles des Moulins (1798–1875)
- De Puydt – Paul Émile de Puydt (1810–1891)
- Desv. – Nicaise Augustin Desvaux (1784–1856)
- De Vis – Charles Walter De Vis (1829–1915)
- de Vries – Hugo de Vries (1848–1935)
- D. Fairchild – David Fairchild (1869–1954)
- D.H. Scott – Dukinfield Henry Scott (1854–1934)
- Dill. – Johann Jacob Dillenius (1684–1747)
- D.M. Gates – David Murray Gates (1921–2016)
- Dodoens – Rembert Dodoens (1518–1585)
- Donk – Marinus Anton Donk (1908–1972)
- Donn – James Donn (1758–1813)
- Douglas – David Douglas (1798–1834)
- Drude – Carl Georg Oscar Drude (1852–1933)
- Dryand. – Jonas Carlsson Dryander (1748–1810)
- D.S. Jord. – David Starr Jordan (1851–1931)
- D.S. Johnson – Duncan Starr Johnson (1867–1937)
- Duch. – Pierre Étienne Simon Duchartre (1811–1894)
- Duchesne – Antoine Nicolas Duchesne (1747–1827)
- Dufour – Léon Dufour (1780–1865)
- Duhamel – Henri Louis Duhamel du Monceau (1700–1782)
- Dujard. – Félix Dujardin (1801–1860)
- Dumort. – Barthélemy Charles Joseph Dumortier (1797–1878)
- Dunal – Michel Félix Dunal (1789–1856)
- Dutr. – René Joachim Henri Dutrochet (1776–1847)
- Duval – Henri Auguste Duval (1777–1814)
- Dyer – William Turner Thiselton Dyer (1843–1928)

## E
- Earle – Franklin Sumner Earle (1856–1929)
- Eaton – Amos Eaton (1776–1842)
- E.Britton – Elizabeth Gertrude Britton (1858–1934)
- Eckl. – Christian Friedrich Ecklon (1795–1868)
- E. Fisch. – Eduard Fischer (1861–1939)
- E. Forst. – Edward Forster (1765–1849)
- E.G.Pringsh. – Ernst Georg Pringsheim (1881–1970)
- Ehrh. – Jakob Friedrich Ehrhart (1742–1795)
- Ehrenb. – Christian Gottfried Ehrenberg (1795–1876)
- Eichler – August Wilhelm Eichler (1839–1887)
- Eichw. – Karl Eduard von Eichwald (1794–1876)
- E.L. Krause – Ernst Ludwig Krause (1839–1903)
- Emory – William Hemsley Emory (1811–1887)
- Endl. – Stephan Ladislaus Endlicher (1804–1849)
- Engelm. – George Engelmann (1809–1884)
- Engl. – Adolf Engler (1844–1930)
- E. Perrier – Edmond Perrier (1844–1921)
- E.P. Perrier – Eugène Henri Perrier de la Bâthie (1825–1916)
- E. Salisb. – Edward James Salisbury (1886–1978)
- Eschsch. – Johann Friedrich von Eschscholtz (1793–1831)
- Ettingsh. – Constantin von Ettingshausen (1826–1897)
- Ewart – Alfred James Ewart (1872–1937)
- E.W. Berry – Edward Wilber Berry (1875–1945)

## F
- F.A.Bauer – Franz Andreas Bauer (1758–1840)
- F.A.C. Weber – Frédéric Albert Constantin Weber (1830–1903)
- Faegri – Knut Fægri (1909–2001)
- F. Allam. – Frédéric-Louis Allamand (1735–1803)
- Falc. – Hugh Falconer (1808–1865)
- Farges – Paul Guillaume Farges (1844-1912)
- Farl. – William Gilson Farlow (1844–1919)
- Faurie – Urbain Jean Faurie (1847–1915)
- F. Bolle – Friedrich Franz August Albrecht Bolle (1905–)
- F.B. White – Francis Buchanan White (1842–1894)

- F.D. Lamb. – Fred Dayton Lambert (1871–1931)
- Fernald – Merritt Lyndon Fernald (1873–1950)
- Ferry – René Joseph Justin Ferry (1845–1924)
- Férussac – André Étienne Justin Pascal Joseph François d’Audebert de Férussac (1786–1836)
- Feuillée – Louis Éconches Feuillée (1660–1732)
- F. Hern. – Francisco Hernández (1517–1587)
- F.H. Wigg. – Friedrich Heinrich Wiggers (1746–1811)
- Fieber – Franz Xaver Fieber (1807–1872)
- Fisch. – Friedrich Ernst Ludwig von Fischer (1782–1854)
- F.J. Müll. – Fritz Müller (1822–1897)
- F.L.Bauer – Ferdinand Lukas Bauer (1760–1826)
- F. Lestib. – François-Joseph Lestiboudois (?–1815)
- Florin – Carl Rudolf Florin (1894–1965)
- Flueck. – Friedrich August Flückiger (1828–1894)
- F. Michx. – François André Michaux (1770–1855)
- F. Muell. – Ferdinand von Mueller (1825–1896)
- Forssk. – Pehr Forsskål (1732–1763)
- Fortune – Robert Fortune (1812–1880)
- Fourr. – Jules Pierre Fourreau (1844–1871)
- Fr. – Elias Magnus Fries (1794–1878)
- Franch. – Adrien René Franchet (1834–1900)
- Franco – João Manuel Antonio do Amaral Franco (1921–2009)
- Frém. – John Charles Frémont (1813–1890)
- Fresen. – Johann Baptist Georg Wolfgang Fresenius (1808–1866)
- Friv. – Imre Frivaldszky (1799–1870)
- Fuckel – Karl Wilhelm Gottlieb Leopold Fuckel (1821–1876)

## G
- G. Amaud – Gabriel Arnaud (1882-1957)
- Gaertn. – Joseph Gaertner (1732–1791)
- Gagnebin – Abraham Gagnebin (1707–1800)
- Gagnep. – François Gagnepain (1866–1952)
- Gaimard – Joseph Paul Gaimard (1790–1858)
- Galzin – Amédée Galzin (1853-1925)
- Gams – Helmut Gams (1893–1976)
- Garden – Alexander Garden (1730–1792)
- Gardner – George Gardner (1812–1849)
- Gassner – Johann Gustav Gassner (1881–1955)
- Gaudich. – Charles Gaudichaud-Beaupré (1789–1854)
- G. Cunn. – Gordon Cunningham (1892–1962)
- G. Don – George Don (1798–1856)
- Genev. – Léon Gaston Genevier (1830–1880)
- Gentry – Howard Scott Gentry (1903–1993)
- Georgi – Johann Gottlieb Georgi (1729–1802)
- Germ. – Jacques Nicolas Ernest Germain de Saint-Pierre (1815–1882)
- Gesner – Conrad Gessner (1516–1565)
- Gessner – Johannes Gessner (1709–1790)
- Geyl. – Hermann Theodor Geyler (1834–1889)
- G. Forst. – Georg Forster (1754–1794)
- G. F. Atk. – George Francis Atkinson (1854–1918)
- G. Gaertn. – Gottfried Gaertner (1754–1825)
- Ghini – Luca Ghini (1490–1556)
- Gilb. – Robert Lee Gilbertson (1925–2011)
- Gilg. – Ernest Friedrich Gilg (1867–1933)
- Gilib. – Jean-Emmanuel Gilibert (1741–1814)
- G. Kirchn. – Georg Kirchner (1837–1885)
- Gled. – Johann Gottlieb Gleditsch (1714–1786)
- G. Moore – George Thomas Moore (1871–1956)
- G. Murray – George Robert Milne Murray (1858–1911)
- Godm. – Frederick DuCane Godman (1834–1919)
- Goethe – Johann Wolfgang von Goethe (1749–1832)
- Goldfuss – Georg August Goldfuss (1782–1848)
- Göpp. – Johann Heinrich Robert Göppert (1800–1884)
- Gordon – George Gordon (1806–1879)
- Gouan – Antoine Gouan (1733–1821)
- Grab. – Heinrich Emanuel Grabowski (1792–1842)
- Graham – Robert Graham (1786–1845)
- Grande – Loreto Grande (1878–1965)
- Grandid. – Alfred Grandidier (1836–1921)
- Grassi – Giovanni Battista Grassi (1854–1925)
- Gray – Samuel Frederick Gray (1766–1828)
- Griff. – William Griffith (1810–1845)
- Grev. – Robert Kaye Greville (1794-1866)
- Gris – Jean Antoine Arthur Gris (1829–1872)
- Griseb. – August Heinrich Rudolf Grisebach (1814–1879)
- Grove – William Bywater Grove
- G. Shaw – George Shaw (1751–1813)
- G. Trevir. – Gottfried Reinhold Treviranus (1776–1837)
- Gueldenst. – Johann Anton Güldenstädt (1745–1781)
- Guett. – Jean-Étienne Guettard (1715–1786)
- Guill. – Jean Baptiste Antoine Guillemin (1796–1842)
- Gunckel – Hugo Gunckel Lűer (1901–1997)
- Gunnerus – Johann Ernst Gunnerus (1718–1773)

## H
- Haeckel – Ernst Haeckel (1834–1919)
- Haller – Albrecht von Haller (1708–1777)
- Hance – Henry Fletcher Hance (1827–1886)
- Hanelt – Peter Hanelt (1930–)
- Hartw. – Karl Theodor Hartweg (1812–1871)
- Harv. – William Henry Harvey (1811–1866)
- Hasselq. – Fredric Hasselquist (1722–1752)
- Hauser – Margit Luise Hauser
- Hausskn. – Heinrich Care Haussknecht (1838–1903)
- Haw. – Adrian Hardy Haworth (1767–1843)
- Hayata – Bunzō Hayata (1874–1934)
- Hayek – August von Hayek (1871–1928)
- H. Baumann – Helmut Baumann (1937–)
- Hbn – Jakob Hübner (1761–1826)
- H. Bock – Jérôme Bock (1498–1554)
- H.C. Bold – Harold Charles Bold (1909–1987)
- Heckel – Édouard Marie Heckel (1843–1916)
- Heer – Oswald Heer (1809–1883)
- Hegi – Gustav Hegi (1876–1932)
- Heim – Georg Christoph Heim (1743–1807)
- H.E. Moore – Harold Emery Moore (1917–1980)
- Hemprich – Wilhelm Hemprich (1796–1824)
- Hemsl. – William Botting Hemsley (1843–1924)
- Henneg. – Louis-Félix Henneguy (1850–1928)
- Hensl. – John Stevens Henslow (1796–1861)
- Hepp – Johann Adam Philipp Hepp (1797-1867)
- Herm. – Paul Hermann (1646–1695)
- Herb. – William Herbert (1778–1847)
- Herbich – Franz Herbich (1791–1865)
- Hesler – Lexemuel Ray Hesler (1888–1977)
- Heynh. – Gustav Heynhold (1800–1860)
- Hill – John Hill (1716–1775)
- Hillh. – William Hillhouse (1850–1910)
- Hirn – Karl Engelbrecht Hirn (1872–1907)
- H.J. Coste – Hippolyte Coste (1858–1924)
- H.J. Lam – Herman Johannes Lam (1892–1977)
- H. Karst. – Gustav Hermann Karsten (1817–1908)
- H. Moseley – Henry Nottidge Moseley (1844–1890)
- H. Müll. – Heinrich Ludwig Hermann Müller (1829–1883)
- Hoffm. – Georg Franz Hoffmann (1760–1826)
- Hoffmanns. – Johann Centurius von Hoffmannsegg (1766–1849)
- Höhn. – Franz von Höhnel (1852-1920)
- Hombr. – Jacques Bernard Hombron (1800–1852)
- Hök – Christopher Theodor Hök (1807-1877)
- Hook. – William Jackson Hooker (1785–1865)
- Hook. f. – Joseph Dalton Hooker (1817–1911)
- Hollós – László Hollós (1859-1940)
- Hoppe – David Heinrich Hoppe (1760–1846)
- Horsf. – Thomas Horsfield (1773–1859)
- Host – Nicolaus Thomas Host (1761–1834)
- House – Homer Doliver House (1878–1949)
- Houtt. – Maarten Houttuyn (1720–1798)
- H. Rob. – Harold Ernest Robinson (1932–)
- Hryn. – Bolesław Hryniewiecki (1875–1963)
- Huds. – William Hudson (1730–1793)
- Humb. – Alexander von Humboldt (1769–1859)
- Hutch. – John Hutchinson (1884–1972)
- H. Wendl. – Hermann Wendland (1825–1903)

## I
- Imbach – Emil J. Imbach (1897–1970)
- Isnard – Antoine-Tristan Danty d’Isnard (1663–1743)

## J
- Jacq. – Nikolaus Joseph von Jacquin (1727–1817)
- J. Agardh – Jacob Georg Agardh (1813–1901)
- Jan – Giorgio Jan (1791–1866)
- J. Bauhin – Jean Bauhin (1541–1613)
- J.B.Morton – Joseph B. Morton
- J.E. Lange – Jakob Emanuel Lange (1864–1941)
- J. Ellis – John Ellis (1710–1776)
- J. Fabr. – Johan Christian Fabricius (1745–1808)
- J. Favre – Jules Favre (1882-1959)
- J.F. Gmel. – Johann Friedrich Gmelin (1748–1804)
- J.-F. Leroy – Jean-François Leroy (1915–1999)
- J. Forbes – James Forbes (1773–1861)
- J.G. Gmel. – Johann Georg Gmelin (1709–1755)
- J. Gerard – John Gerard (1545–1612)
- J. Hogg – John Hogg (1800–1869)
- J. Koenig – Johann Gerhard König (1728–1785)
- J.K. Towns. – John Kirk Townsend (1809–1851)
- J. Juss. – Joseph de Jussieu (1704–1779)
- J. Lee – James Lee (1715–1795)
- J. Lestib. – Jean-Baptiste Lestiboudois (1715–1804)
- J.M.C. Rich. – Jean-Michel-Claude Richard (1784–1868)
- J. Martyn – John Martyn (1699–1768)
- J. Muir – John Muir (1838–1914)
- Jolycl. – Nicolas Marie Thérèse Jolyclerc (1746–1817)
- Jørst. – Ivar Jørstad (1887-1967)
- Joss. – Marcel Josserand (1900–1992)
- J.P. Bergeret – Jean-Pierre Bergeret (1752–1813)
- J. Presl – Jan Svatopluk Presl (1791–1849)
- J. Rev. – Julien Reverchon (1837–1905)
- J.R. Forst. – Johann Reinhold Forster (1729–1798)
- J.R. Laundon – Jack Rodney Laundon (ur. 1934)
- J. Robin – Jean Robin (1550–1629)
- J. Schröt. – Joseph Schröter (1837–1894)
- J. Small – James Small (1889–1955)
- J. St.-Hil – Jean Henri Jaume Saint-Hilaire (1772–1845)
- Jul.Schäff – Julius Schäffer (1882 –1944)
- Jungh. – Franz Wilhelm Junghuhn (1809–1864)
- Juss. – Antoine Laurent de Jussieu (1748–1836)
- J.V. Lamour. – Jean Vincent Félix Lamouroux (1779–1825)
- J.W. Ingram – John William Ingram (1924–)

## K
- Kadłub. – Joanna Zofia Kadłubowska (ur. 1923)
- Kaempf. – Engelbert Kaempfer (1651–1716)
- Kalm – Pehr Kalm (1716–1779)
- Kamel – Jiří Josef Camel (1661–1706)
- Karnk. – Anna Karnkowska
- Kauffmann – Calvin Henry Kauffman (1869-1931)
- K.D. Koenig – Karl Dietrich Eberhard König (1774–1851)
- Keisl. – Karl von Keissler (1872-1965)
- Kelaart – Edward Frederick Kelaart (1818–1860)
- Ker Gawl. – John Bellenden Ker Gawler (1764–1842)
- K.F. Schimp. – Karl Friedrich Schimper (1803–1867)
- K. Hoffm. – Käthe Hoffmann (1883–1931)
- K. Holm – Kerstin Holm (1924–)
- Kippist – Richard Kippist (1812–1882)
- Kirk – Thomas Kirk (1828–1898)
- Kit. – Pál Kitaibel (1757–1817)
- K. Koch – Karl Heinrich Emil Koch (1809–1879)
- Klatt – Friedrich Wilhelm Klatt (1825–1897)
- Klein – Jacob Theodor Klein (1685–1759)
- Klotzsch – Johann Friedrich Klotzsch (1805–1860)
- Kobendza – Roman Kobendza (1886–1955)
- Koch – Johann Friedrich Wilhelm Koch (1759–1831)
- Koelle – Johann Ludwig Christian Koelle (1763–1797)
- Koidz. – Gen’ichi Koidzumi (1883–1953)
- Konrad – Paul Konrad (1877–1948)
- Köppen – Friedrich Theodor von Köppen (1833–1908)
- Korf – Richard Paul Korf (1925-2016)
- Kräusel – Richard Oswald Karl Kräusel (1890–1966)
- Krombh. – Julius Vincenz von Krombholz (1782–1843)
- K. Schum. – Karl Moritz Schumann (1851–1904)
- Kühner – Robert Kühner (1903–1996)
- Künkele – Siegfried Künkele (1931–2004)
- Kunth – Carl Sigismund Kunth (1788–1850)
- Kuntze – Carl Ernst Otto Kuntze (1843–1907)
- Kuprian. – Ludmiła Kuprianowa (1914–1987)
- Kurz – Wilhelm Sulpiz Kurz (1834–1878)
- Kwiat. – Jan Maria Kwiatowski (1950–)

## L
- L. – Carl von Linné (1707–1778); uwaga: w cytatach zoologicznych jako Linnaeus
- L. f. – Carl von Linné (1741–1783); uwaga: syn Karola Linneusza seniora, fil. = łac. filius = syn
- Labill. – Jacques-Julien Houtou de La Billardière (1755–1834)
- Laest. – Lars Levi Laestadius (1800–1861)
- Lag. – Mariano Lagasca y Segura (1776–1839)
- Lam. – Jean-Baptiste Lamarck (1744–1829)
- Lamb. – Aylmer Bourke Lambert (1761–1842)
- Lambertye – Léonce de Lambertye (1810–1877)
- Langeron – Maurice Langeron (1874-1950)
- Lapeyr. – Philippe Picot de Lapeyrouse (1744–1818)
- Larreat. – Joseph Dionisio Larreategui (fl. 1795–ok.1805)
- L.C. Beck – Lewis Caleb Beck (1798–1853)
- Lebert – Hermann Lebert (1813–1878)
- Ledeb. – Carl Friedrich von Ledebour (1785–1851)
- Lecomte – Paul Lecomte (1856–1934)
- Lecoq – Henri Lecoq (1802–1871)
- Lees – Edwin Lees (1800–1887)
- Lehm. – Johann Georg Christian Lehmann (1792–1860)
- Leidy – Joseph Leidy (1823–1891)
- Le Monn. – Louis-Guillaume Le Monnier (1717–1799)
- Lenz – Harald Othmar Lenz (1798–1870)
- Lepech. – Iwan Lepiochin (1737–1802)
- Lesch. – Jean Baptiste Leschenault de la Tour (1773–1826)
- Leske – Nathanael Gottfried Leske (1751–1786)
- Less. – Christian Friedrich Lessing (1809–1862)
- Leuck. – Karl Georg Friedrich Rudolf Leuckart (1823–1898)
- L. Fuchs – Leonhart Fuchs (1501–1566)
- Lenz – Harald Othmar Lenz (1798-1870)
- Lev. Joseph Henri Léveillé (1796-1860)
- L.H. Bailey – Liberty Hyde Bailey (1858–1954)
- L’Hér. – Charles Louis L’Héritier de Brutelle (1746–1800)
- L’Herm. – Ferdinand Joseph L’Herminier (1802–1866)
- L. Holm – Carl Lennart Holm (1921–2012)
- Liais – Emmanuel Liais (1826–1900)
- Licht. – Martin Heinrich Karl von Lichtenstein (1780–1857)
- Liebm. – Frederik Michael Liebmann (1813–1856)
- Lightf. – John Lightfoot (1735–1788)
- Lindau – Gustav Lindau (1866–1923)
- Lindbl. – Matts Adolf Lindblad (1821-1899)
- Lindl. – John Lindley (1799–1865)
- Link – Johann Heinrich Friedrich Link (1767–1851)
- Lloyd – Curtis Gates Lloyd (1859–1926)
- L. Marsili – Luigi Marsili (1656–1730)
- Lobel – Matthias de l’Obel (1538–1616)
- Lodd. – Conrad Loddiges (1738–1826)
- Loefl. – Pehr Löfling (1729–1756)
- Loisel. – Jean Loiseleur-Deslongchamps (1774–1849)
- Loudon – John Claudius Loudon (1783–1843)
- Lour. – João de Loureiro (1717–1791)
- L. Thienem. – Ludwig Thienemann (1793–1858)
- Lutken – Christian Frederik Lutken (1827–1901)
- L. Vaill. – Léon Vaillant (1834–1914)

## M
- Macfad. – James Macfadyen (1798–1850)
- Macklot – Heinrich Christian Macklot (1799–1832)
- Macoun – John Macoun (1831–1920)
- M.A.Clem. – Mark Alwin Clements (1949)
- M.A. Curtis – Moses Ashley Curtis (1808–1872)
- Magnol – Pierre Magnol (1638–1715)
- Magnus – Paul Wilhelm Magnus (1859-1914)
- Maire – René Maire (1878–1949)
- Maranta – Bartolomeo Maranta (v. 1500–1571)
- Marshall – Humphry Marshall (1722–1801)
- Marsili – Giovanni M. Marsili (1727–1794)
- Mart. – Carl Friedrich Philipp von Martius (1794–1868)
- Massart – Jean Massart (1865–1925)
- Masson – Francis Masson (1741–1805)
- Mast. – Maxwell Tylden Masters (1833–1907)
- Matt. Heinrich Gottfried von Mattuschka (1734-1779)
- Matsum. – Jinzō Matsumura (1856–1928)
- Matuszk. – Władysław Matuszkiewicz (1921–2013)
- Maxim. – Carl Maximowicz (1827–1891)
- Mayr – Heinrich Mayr (1854–1911)
- M. Bieb. – Friedrich August Marschall von Bieberstein (1768–1826)
- M.E. Curtis – Moses Ashley Curtis
- McKinney – Harold Hall McKinney (1889–?)
- McNabb – Robert Francis Ross McNabb (1934–1972)
- Medik. – Friedrich Kasimir Medikus (1736–1808)
- Meigen – Johann Wilhelm Meigen (1764–1845)
- Mendel – Gregor Mendel (1822–1884)
- Menegh. – Giuseppe Meneghini (1811–1889)
- Menzies – Archibald Menzies (1754–1842)
- Mereschk. – Konstantin Mereszkowski (1854–1921)
- Merr. – Elmer Drew Merrill (1876–1956)
- Merrem – Blasius Merrem (1761–1824)
- Meyen – Franz Julius Ferdinand Meyen (1804–1840)
- Mez – Carl Christian Mez (1866–1944)
- Michx. – André Michaux (1746–1803)
- Mill. – Philip Miller (1691–1771)
- Millsp. – Charles Frederick Millspaugh (1854–1923)
- Miq. – Friedrich Anton Wilhelm Miquel (1811–1871)
- Mirb. – Charles-François Brisseau de Mirbel (1776–1854)
- Mitch. – John Mitchell (1711–1768)
- Moench – Conrad Moench (1744–1805)
- Mohl – Hugo von Mohl (1805–1872)
- Molina – Juan Ignacio Molina (1737–1829)
- Möller – Friedrich Alfred Möller (1860-1921)
- Monod – Théodore Monod (1902–2000)
- Moq. – Horace Bénédict Alfred Moquin-Tandon (1804–1863)
- Morelet – Pierre Marie Arthur Morelet (1809–1892)
- Morison – Robert Morison (1620–1683)
- Möhring – Paul Möhring (1710–1692)
- M. Roem. – Max Joseph Roemer (1791–1849)
- Muhl. – Henry Ernest Muhlenberg (1753–1815)
- Müll. Stuttg. – Karl Müller (1820–1889)
- Müll. Arg. – Johannes Müller Argoviensis (1828–1896)
- Münchh. – Otto von Münchhausen (1716–1774)
- Munn – Mancel Thornton Munn (1887-1956)
- Murray – Johan Andreas Murray (1740–1791)
- Muss. Puschk. – Apołłos Musin-Puszkin (1760–1805)
- M.W. Chase – Mark Wayne Chase (1951–)

## N
- Nägeli – Karl Wilhelm von Nägeli (1817–1891)
- Nannf. – Johan Axel Frithiof Nannfeldt (1904–1985)
- Nash – George Valentine Nash (1864–1921)
- N.E. Br. – Nicholas Edward Brown (1849–1934)
- Neck. – Noël Martin Joseph de Necker (1730–1793)
- Nees – Theodor Friedrich Ludwig Nees von Esenbeck (1776–1858)
- N.F. Buchw. – Niels Fabritius Buchwald (1898-1986)
- Nikol. – Taisija Nikołajewa (1902–1982)
- Nissole – Guillaume Nissole (1647–1735)
- Nitzsch – Christian Ludwig Nitzsch (1782–1837)
- Nordm. – Alexander von Nordmann (1803–1866)
- N.T.Sauss. – Nicolas Théodore de Saussure (1767–1845)
- Nutt. – Thomas Nuttall (1786–1859)
- Nyman – Carl Fredrik Nyman (1820–1893)

## O
- O. Berg – Otto Karl Berg (1815–1866)
- O.E. Schulz – Otto Eugen Schulz (1874–1936)
- O.F. Müll. – Otto Friedrich Müller (1730–1784)
- O.J. Rich. – Olivier Jules Richard (1836-1896)
- Oken – Lorenz Oken (1779–1851)
- Oliv. – Daniel Oliver (1830–1916)
- Olivier – Guillaume-Antoine Olivier (1756–1814)
- Osbeck – Pehr Osbeck (1723–1805)
- Otth – Carl Adolf Otth (1803–1839)

## P
- Packard – Alpheus Spring Packard (1839–1905)
- Pacz. – Józef Paczoski (1864–1942)
- Pall. – Peter Simon Pallas (1741–1811)
- Palmer – Edward Palmer (1831–1911)
- Pančić – Joseph Pančić (1814–1888)
- Panz. – Georg Wolfgang Franz Panzer (1755–1829)
- Parl. – Filippo Parlatore (1816–1877)
- Parry – Charles Christopher Parry (1823–1890)
- Pass. – Giovanni Passerini (1816–1893)
- Paterson – William Paterson (1755–1810)
- Patrin – Eugène Louis Melchior Patrin (1742–1815)
- Paulet – Jean-Jacques Paulet (1740–1826)
- Pav. – José Antonio Pavón (1754–1844)
- Pawłowska – Stanisława Antonina Pawłowska (1905–1985)
- Pax – Ferdinand Albin Pax
- Pearse – Arthur Sperry Pearse (1877–1956)
- Peattie – Donald C. Peattie (1898–1964)
- P. Beauv. – Ambroise Marie François Joseph Palisot de Beauvois (1752–1820)
- P. Bertrand – Paul Bertrand (1879–1944)
- P. Browne – Patrick Browne (1720–1790)
- Peck – Charles Horton Peck (1833–1917)
- P. Duncan – Peter Martin Duncan (1824–1891)
- Pennant – Thomas Pennant (1726–1798)
- Penzig – Albert Julius Otto Penzig (1856-1929)
- Perrault – Claude Perrault (1613–1688)
- Pers. – Christiaan Hendrik Persoon (1761–1836)
- Pfeff. – Wilhelm Friedrich Philipp Pfeffer (1845–1920)
- Phil. – Rodolfo Amando Philippi (1808–1904)
- Piątek – Marcin Piątek (1974–)
- Pickett – Fermen Layton Pickett (1881–1940)
- Pic. Serm. – Rodolfo Emilio Giuseppe Pichi Sermolli (1912–2005)
- Pillans – Neville Stuart Pillans (1884–1964)
- Piper – Charles Vancouver Piper (1867–1926)
- P.J. Bergius – Peter Jonas Bergius (1730–1790)
- P. Kumm. – Paul Kummer (1834–1942)
- Planch. – Jules Émile Planchon (1823–1888)
- Plenck – Joseph Jacob von Plenck (1738–1807)
- Plum. – Charles Plumier (1646–1704)
- Poche – Franz Poche (1879–1945)
- Podlech – Dieter Podlech (1931–)
- Poepp. – Eduard Friedrich Poeppig (1798–1868)
- Poiss. – Henri Louis Poisson (1877–1963)
- Poit. – Pierre Antoine Poiteau (1766–1854)
- Poivre – Pierre Poivre (1719–1786)
- Pollock – James Barklay Pollock (1863–1934)
- Potonié – Henry Potonié (1857–1913)
- Pourr. – Pierre André Pourret (1754–1818)
- Preble – Edward Alexander Preble (1871–1957)
- Pridgeon – Alec M. Pridgeon (1950–)
- Pringsh. – Nathanael Pringsheim (1823–1894)
- Prosk. – Johannes Max Proskauer (1923–1970)
- Prov. – Léon Provancher (1820–1892)
- Prowazek – Stanislaus von Prowazek (1875–1915)
- P. Royen – Pieter van Royen (1923–2002)
- P. Russell – Patrick Russell (1726–1805)
- P. Sarasin – Paul Benedict Sarasin (1856–1929)
- P. Selby – Prideaux John Selby (1788–1867)
- Pursh – Frederick Traugott Pursh (1774–1820)

## Q
- Quél. – Lucien Quélet (1832–1899)

## R
- Rabenh. – Gottlob Ludwig Rabenhorst (1806-1881)
- Racib. – Marian Raciborski (1863–1917)
- Racov. – Andrei Racoviță (1911–)
- Radde – Gustav Radde (1831–1903)
- Raddi – Guiseppe Raddi (1770–1829)
- Raf. – Constantine Samuel Rafinesque (1783–1840)
- Raffles – Thomas Stamford Raffles (1781–1826)
- Ramond – Louis Ramond (1755–1827)
- Raoul – Etienne Fiacre Louis Raoul (1815–1852)
- Rauschert – Stephan Rauschert (1931–1986)
- Raunk. – Christen C. Raunkiær (1860–1938)
- Ravenel – Henry William Ravenel (1814–1887)
- Ray – John Ray (1627–1705)
- R. Br. – Robert Brown (1773–1858)
- Rchb. – Heinrich Gottlieb Ludwig Reichenbach (1793–1879)
- Rchb. f. – Heinrich Gustav Reichenbach (1824–1889)
- R. Lesson – René Primevère Lesson (1794–1849)
- Regel – Eduard von Regel (1815–1892)
- Rehm – Heinrich Simon Ludwig Friedrich Felix Rehm (1828–1916)
- Reinke – Johannes Reinke (1849–1931)
- Retz. – Anders Jahan Retzius (1742–1821)
- Reveal – James Lauritz Reveal (1941– 2015)
- Reyger – Jan Gotfryd Reyger (1704–1788)
- Rich. – Louis Claude Richard (1754–1821)
- Richardson – John Richardson (1787–1865)
- Rich. Bell. – Pierre Richer de Belleval (1564–1632)
- Ridl. – Henry Nicholas Ridley (1855–1956)
- Risso – Antoine Risso (1777–1845)
- Rivière – Marie Auguste Rivière (1821–1877)
- R.M. Bateman – Richard M. Bateman (fl. 1983–)
- R.M. Patrick – Ruth Patrick (1907– 2013)
- Rock – Joseph Rock (1884–1962)
- Rolland – Léon Louis Rolland (1841-1912)
- Roscoe – William Roscoe (1753–1831)
- Rose – Joseph Nelson Rose (1862–1928)
- Rostaf. – Józef Tomasz Rostafiński (1850–1928)
- Roth – Albrecht Wilhelm Roth (1757–1834)
- Rostk. – Friedrich Wilhelm Rostkovius (1770-1848)
- Rostr. – Emil Rostrup (1831-1907)
- Rousseau – Jean-Jacques Rousseau (1712–1778)
- Rozier – François Rozier (1734–1793)
- Roxb. – William Roxburgh (1751–1815)
- R.R. Gates – Reginald Ruggles Gates (1882–1962)
- R. Trimen – Roland Trimen (1840–1916)
- Ruiz – Hipólito Ruiz López (1754–1815)
- Rumph. – Georg Eberhard Rumphius (1628–1702)
- Rüppell – Wilhelm Peter Eduard Simon Rüppell (1794–1884)
- Ruppius – Heinrich Bernhard Rupp (1688–1719)
- Rupr. – Franz Josef Ivanovich Ruprecht (1814–1870)

## S
- Sabine – Joseph Sabine (1770–1837)
- Sachs – Julius von Sachs (1832–1897)
- Salisb. – Richard Anthony Salisbury (1761–1829)
- Sarg. – Charles Sprague Sargent (1841–1927)
- Sauss. – Horace-Bénédict de Saussure (1740–1799)
- Sauvages – François Boissier de Sauvages de Lacroix (1706–1767)
- Savi – Gaetano Savi (1769–1844)
- Savigny – Jules-César Savigny (1777–1851)
- Say – Thomas Say (1787–1834)
- Schaeff. – Jacob Christian Schäffer (1718–1790)
- Schafh. – Karl Emil von Schafhäutl (1803–1890)
- Sch. Bip. – Carl Heinrich „Bipontinus” Schultz (1805–1867)
- Scherb. – Johannes Scherbius (1769–1813)
- Schimp. – Wilhelm Philipp Schimper (1808–1880)
- Schleid. – Matthias Jakob Schleiden (1804–1881)
- Schloth. – Ernst Friedrich von Schlotheim (1764–1832)
- Schltdl. – Diederich Franz Leonhard von Schlechtendal (1794–1866)
- Schltr. – Rudolf Schlechter (1872–1925)
- Schmidel – Casimir Christoph Schmidel (1718–1792)
- Schott – Heinrich Wilhelm Schott (1794–1865)
- Schouw – Joakim Frederik Schouw (1789–1852)
- Schrad. – Heinrich Adolf Schrader (1767–1836)
- Schrank – Franz de Paula von Schrank (1747–1835)
- Schreb. – Johann Christian Daniel von Schreber (1739–1810)
- Schub. – Gotthilf Heinrich von Schubert (1780–1860)
- Schult. – Josef August Schultes (1773–1831)
- Schult.f. – Julius Hermann Schultes (1804–1840)
- Schulzer – Schulzer von Müggenburg
- Schumach. – Heinrich Christian Friedrich Schumacher (1757–1830)
- Schweigg. – August Friedrich Schweigger (1783–1821)
- Schwein. – Ludwig David von Schweinitz (1780–1834)
- Schweinf. – Georg August Schweinfurth (1836–1925)
- Schwend. – Simon Schwendener (1829–1919)
- Scop. – Giovanni Antonio Scopoli (1723–1788)
- Seem. – Berthold Carl Seemann (1825–1871)
- Ség. – Jean-François Séguier (1703–1784)
- Seneb. – Jean Senebier (1742–1809)
- Seneta – Włodzimierz Seneta (1923–2003)
- Ser. – Nicolas Charles Seringe (1776–1858)
- Sessé – Martin de Sessé y Lacasta (1751–1808)
- S.G. Gmel. – Samuel Gottlieb Gmelin (1744–1774)
- Shear – Cornelius Lott Shear (1865–1956)
- Sherard – William Sherard (1659–1728)
- Sherf. – Aladár Scherffel (1865-1939)
- S. Hughes – Stanley John Hughes (1918-2019)
- Sibth. – John Sibthorp (1758–1796)
- Siebold – Philipp Franz Balthasar von Siebold (1796–1866)
- Siemińska – Jadwiga Siemińska (ur. 1922)
- Singer – Rolf Singer (1906–1994)
- Siesm. – Franz Heinrich Siesmayer (1817–1900)
- Sims – John Sims (1749–1831)
- Skirg. – Alina Skirgiełło (1911–2007)
- S. Krasch. – Stiepan Kraszeninnikow (1713–1755)
- Skuja – Heinrihs Leonhards Skuja (1892–1972)
- Sloane – Hans Sloane (1660–1753)
- S.Lund – Søren Jenssen Lund (1905–1974)
- Sm. – James Edward Smith (1759–1828)
- Small – John Kunkel Small (1869–1938)
- Soderstr. – Thomas Robert Soderstrom (1936–1987)
- Sol. – Daniel Solander (1733–1782)
- Sonn. – Pierre Sonnerat (1748–1814)
- Sonnini – Charles-Nicolas-Sigisbert Sonnini de Manoncourt (1751–1812)
- Sordelli – Ferdinando Sordelli (1837–1916)
- Sowerby – James Sowerby (1757–1822)
- Spach – Edouard Spach (1801–1879)
- Sparrm. – Anders Sparrman (1748–1820)
- Speg. Carlo Luigi Spegazzini (1858-1926)
- Spreng. – Kurt Sprengel (1766–1833)
- Sprenger – Carl Ludwig Sprenger (1846–1917)
- Spruce – Richard Spruce (1817–1893)
- Standl. – Paul Carpenter Standley (1884–1963)
- Stapf – Otto Stapf (1857–1933)
- Starmach – Karol Starmach (1900–1988)
- Stearn – William Thomas Stearn (1911–2001)
- Stebbins – G. Ledyard Stebbins (1906–2000)
- Steinh. – Adolph Steinheil (1810–1839)
- Steller – Georg Wilhelm Steller (1709–1746)
- Sternb. – Kaspar Maria von Sternberg (1761–1838)
- Steven – Christian von Steven (1781–1863)

- Stoliczka – Ferdinand Stoliczka (1838–1874)
- Strasb. – Eduard Strasburger (1844–1912)
- Strøm – Hans Strøm (1726–1797)
- Sudw. – George Bishop Sudworth (1864–1927)
- Suess. – Karl Suessenguth (1893–1955)
- Sw. – Olof Peter Swartz (1760–1818)
- Swainson – William Swainson (1789–1855)
- Swingle – Walter Tennyson Swingle (1871–1952)
- Swinhoe – Robert Swinhoe (1836–1877)
- Szafer – Władysław Szafer (1886–1970)
- Szweyk. – Jerzy Szweykowski (1925–2002)

## T
- Takht. – Armen Tachtadżian (1910–2009)
- Tanaka – Tyōzaburō Tanaka (1885–1976)
- Tansley – Arthur George Tansley (1871–1955)
- T. Durand – Théophile Alexis Durand (1855–1912)
- Teesd. – Robert Teesdale (1740-1804)
- Ten. – Michele Tenore (1780–1861)
- Teng – Deng Shuqun (1902–1970)
- T.F. Forst. – Thomas Furley Forster (1761–1825)
- Thomson – Thomas Thomson (1817–1878)
- Thonn. – Peter Thonning (1775–1848)
- Thorne – Robert Folger Thorne (1920– 2015)
- Thouin – André Thouin (1747–1824)
- Thouars – Louis Marie Aubert Du Petit-Thouars (1758–1831)
- Thuill. – Jean-Louis Thuillier (1757–1822)
- Thunb. – Carl Peter Thunberg (1743–1828)
- Thwaites – George Henry Kendrick Thwaites (1811–1882)
- Tilesius – Wilhelm Gottlieb von Tilesius von Tilenau (1769–1857)
- Tiling – Heinrich Sylvester Theodor Tiling (1818–1871)
- T. Lestib. – Gaspard Thémistocle Lestiboudois (1797–1876)
- T. Majewski – Tomasz Majewski (1940–)
- T. Nees – Theodor Friedrich Ludwig Nees von Esenbeck (1787–1837)
- Tod. – Agostino Todaro (1818–1892)
- Torell – Otto Martin Torell (1828-1900)
- Torr. – John Torrey (1796–1873)
- Tourr. – Marc Antoine Louis Claret de La Tourrette (1729–1793)
- Tourn. – Joseph Pitton de Tournefort (1656–1708)
- Trad. – John Tradescant le jeune (1608–1662)
- Tratt. – Leopold Trattinnick (1764–1849)
- Trautv. – Ernst Rudolf von Trautvetter (1809–1889)
- Treub – Melchior Treub (1851–1910)
- Trevir. – Ludolph Christian Treviranus (1779–1864)
- Trew – Christoph Jakob Trew (1695–1769)
- Trevis – Vittore Benedetto Antonio Trevisan de Saint-Léon (1818-1897)
- Triana – José Jéronimo Triana (1834–1890)
- Trimen – Henry Trimen (1843–1896)
- Trotter – Alessandro Trotter (1874–1967)
- Tscherm.-Seys. – Erich von Tschermak-Seysenegg (1871–1962)
- Tswett – Michaił Cwiet (1872–1919)
- Tuck. – Edward Tuckerman (1817–1886)
- Tul. – Louis René (Edmond) Tulasne (1815–1885)
- Turner – Dawson Turner (1775-1858)

## U
- Unger – Franz Unger (1800–1870)

## V
- Vahl – Martin Vahl (1749–1804)
- Vaill. – Sébastien Vaillant (1669–1722)
- Vand. – Domenico Vandelli (1735–1816)
- Vasey – George Vasey (1822–1893)
- Vavilov – Nikołaj Wawiłow (1887–1943)
- Velen. – Josef Velenovský (1858–1949)
- Vent. – Étienne Pierre Ventenat (1757–1808)
- Vict. – Frère Marie-Victorin (1885–1944)
- Vienn. Bourgh. – Georges Viennot-Bourgin (1906-1986)
- Vill. – Dominique Villars (1745–1814)
- Vittad. – Carlo Vittadini (1800–1865)
- Viv. – Domenico Viviani (1772–1840)
- Vizzini – Alfredo Vizzini (1966–)

## W
- Wahlenb. – Göran Wahlenberg (1780–1851)
- Waill. – Sébastien Vaillant (1669-1772)
- Waldst. – Franz de Paula Adam von Waldstein (1759–1823)
- Wall. – Nathaniel Wallich (1786–1854)
- Wallace – Alfred Russel Wallace (1823–1913)
- Walter – Thomas Walter (1740–1789)
- Walp. – Wilhelm Gerhard Walpers (1816–1853)
- Warb. – Otto Warburg (1859–1938)
- Warsz. – Józef Warszewicz (1812-1866)
- W. Bartram – William Bartram (1739–1823)
- W.D.J. Koch – Wilhelm Daniel Joseph Koch (1771–1849)
- Webb – Philip Barker Webb (1793–1854)
- Weber – Georg Heinrich Weber (1752–1828)
- Weigel – Christian Ehrenfried Weigel (1748–1831)
- Weism. – August Weismann (1834–1914)
- Welw. – Friedrich Welwitsch (1806–1872)
- W.H. Brewer – William Henry Brewer (1828–1910)
- Whetzel – Herbert Hice Whetzel (1877-1944)
- Whittaker – Robert Harding Whittaker (1920–1980)
- W. Hook. – William Jackson Hooker (1779–1832)
- W. Hunter – William Hunter (1755–1812)
- W.H. Wagner – Warren Herbert Wagner (1920–2000)
- Wied-Neuw. – Maximilian zu Wied-Neuwied (1782–1867)
- Wigand – Albert Wigand (1821–1886)
- Wight – Robert Wight (1796–1872)
- Wiggs. – Friedrich Heinrich Wiggers (1746-1811)
- Will. – William Crawford Williamson (1816–1895)
- Willd. – Carl Ludwig von Willdenow (1765–1812)
- Willk. – Heinrich Moritz Willkomm (1821–1895)
- Wisl. – Friedrich Adolph Wislizenus (1810–1889)
- With. – William Withering (1741–1799)
- Wittm. – Marx Carl Ludwig Wittmack (1839–1929)
- W. MacGill. – William MacGillivray (1796–1852)
- W.M. Curtis – Winifred Mary Curtis (1905–)
- Wolosz. – Jadwiga Wołoszyńska (1882–1951)
- Woł. – Eustachy Wołoszczak (1835–1918)
- Woron. – Nikołaj Woronichin (1882-1956)
- W. Wight – William Franklin Wight (1874–1954)
- W. Wright – William Wright (1735–1819)
- W. Saunders – William Saunders (1822–1900)
- W.T. Aiton – William Townsend Aiton (1766–1849)
- Wulfen – Franz Xaver von Wulfen (1728–1805)
- Wurmb – Friedrich von Wurmb (1742–1781)
- W.W. Sm. – William Wright Smith (1875–1956)

## X
- Xhonneux – Guy Xhonneux (1953–)

## Z
- Zabel – Hermann Zabel (1832–1912)
- Zanardini – Giovanni Zanardini (1804–1878)
- Zaw. – Aleksander Zawadzki (1798–68)
- Zea – Francisco Antonio Zea (1770–1822)
- Zeller – Sanford Myron Zeller (1885-1945)
- Zinn – Johann Gottfried Zinn (1727–1759)
- Zoll. – Heinrich Zollinger (1818–1859)
- Zopf – Friederich Wilhelm Zopf (1846–1909)
- Zucc. – Joseph Gerhard Zuccarini (1797–1848)
- Zuccagni – Attilio Zuccagni (1754–1807)